# Ghiacciaio del Venerocolo

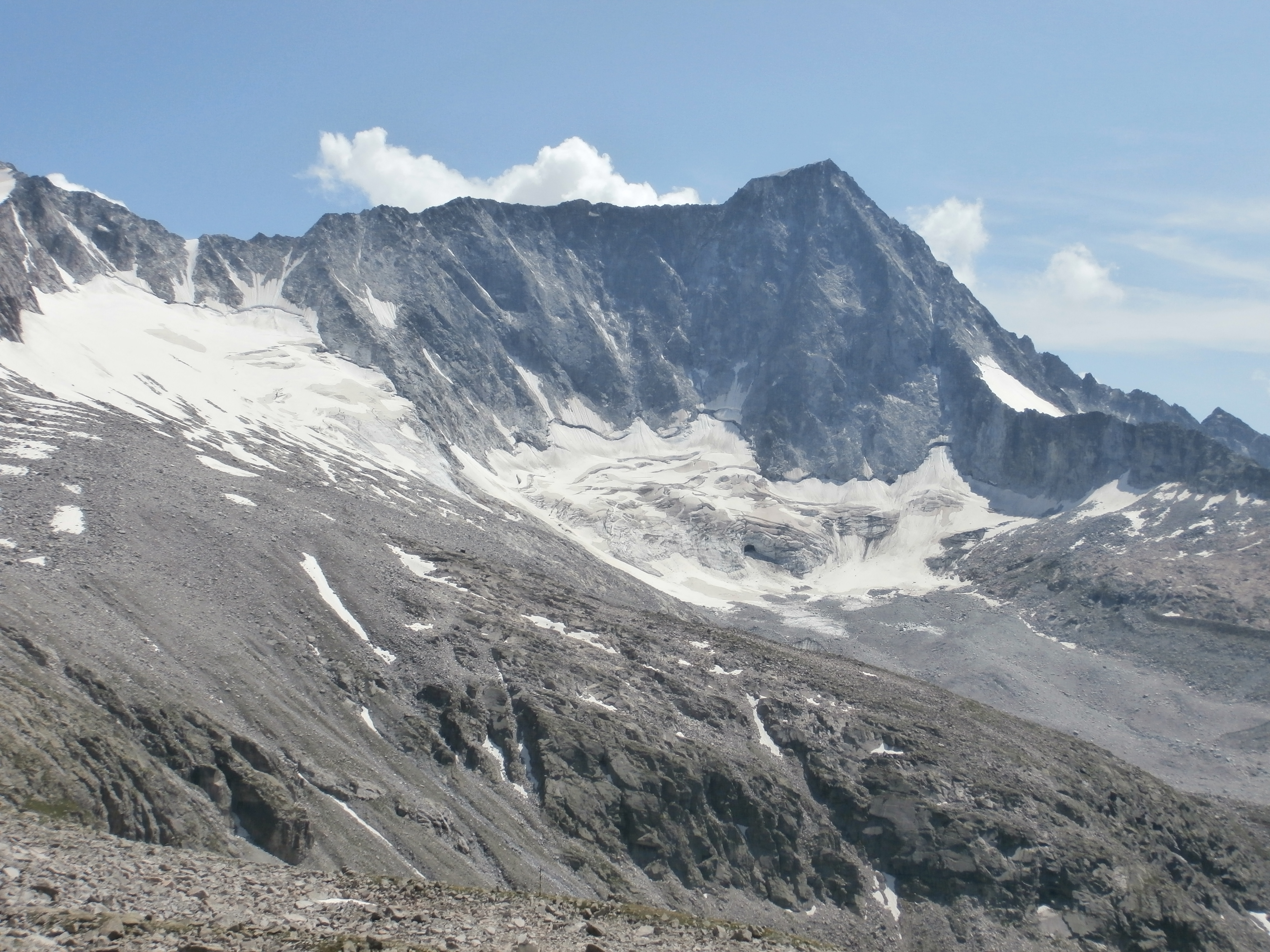
Ghiacciaio del Venerocolo

Il Ghiacciaio del Venerocolo è un ghiacciaio italiano localizzato nel gruppo dell'Adamello, in alta val d'Avio, valle laterale della Val Camonica.
Il Ghiacciaio si origina sotto l'imponente parete nord del Monte Adamello, dalla quale riceve cospicue valanghe che si generano dalla già citata parete e dal Corno Bianco.
Siccome la lingua valliva è coperta da un'abbondante coltre di detriti, si può classificare già come un ghiacciaio nero.
Il bacino orientale del ghiacciaio, denominato "Vedretta dei Frati", si è separato dal corpo principale nei primi anni duemila, dando vita ad un'effluenza del tutto autonoma.